# Jake Adelstein
Joshua Lawrence “Jake” Adelstein (ur. 28 marca 1969 w Columbia stan Missouri) – amerykański dziennikarz, pisarz kryminalny oraz bloger, który większą część swojej kariery spędził w Japonii. Jest autorem książki Tokyo Vice: Sekrety japońskiego półświatka, która była inspiracją do serialu telewizyjnego pod nazwą Tokyo Vice wydanego w roku 2022 przez HBO Max.

## Kariera
Jake Adelstein dorastał w miejscowości Columbia w stanie Missouri gdzie ukończył Rock Bridge High School. W wieku 19 lat przeniósł się do Japonii, aby studiować literaturę japońską na Uniwersytecie Sophia. W 1993 roku Adelstein został pierwszym pisarzem spoza Japonii w gazecie Yomiuri Shimbun, w której pracował przez 12 lat.
Po opuszczeniu gazety Yomiuri Adelstein ujawnił informację o tym, jak rzekomy szef przestępczości, Tadamasa Goto, zawarł umowę z FBI, aby uzyskać wstęp do Stanów Zjednoczonych w celu przeszczepu wątroby na Uniwersytecie Kalifornijskim w Los Angeles. W 2009 roku Adelstein opublikował pamiętnik o swojej karierze reportera w Japonii, Tokyo Vice, w którym oskarżył Goto o grożenie mu śmiercią z powodu tej historii. Było wiele wątpliwości co do prawdziwości opowieści opisanych we wspomnieniach.
Adelstein był następnie reporterem dochodzenia Departamentu Stanu Stanów Zjednoczonych w sprawie handlu ludźmi w Japonii, a teraz pisze dla Daily Beast, Vice News, The Japan Times i innych publikacji. Jest członkiem zarządu i doradcą Lighthouse: Center for Human Trafficking Victims (dawniej Polaris Project Japan).
19 kwietnia 2011 r. Jake Adelstein złożył pozew przeciwko telewizji National Geographic, która zatrudniła go do pomocy w nakręceniu filmu dokumentalnego o yakuzie, powołując się na problemy etyczne związane z ich zachowaniem w Japonii. Sąd oddalił jednak sprawę z zastrzeżeniem, co oznacza, że powód nie może wnieść pozwu do innego sądu.

## Twórczość
- Tokyo Vice: Sekrety japońskiego półświatka (2009, polskie wznowienie 2021 Poradnia K)
- Człowiek Yakuzy: Sekrety japońskiego półświatka (2016, polskie wznowienie 2018 Wydawnictwo Uniwersytetu Jagiellońskiego)